# Claudio Landim

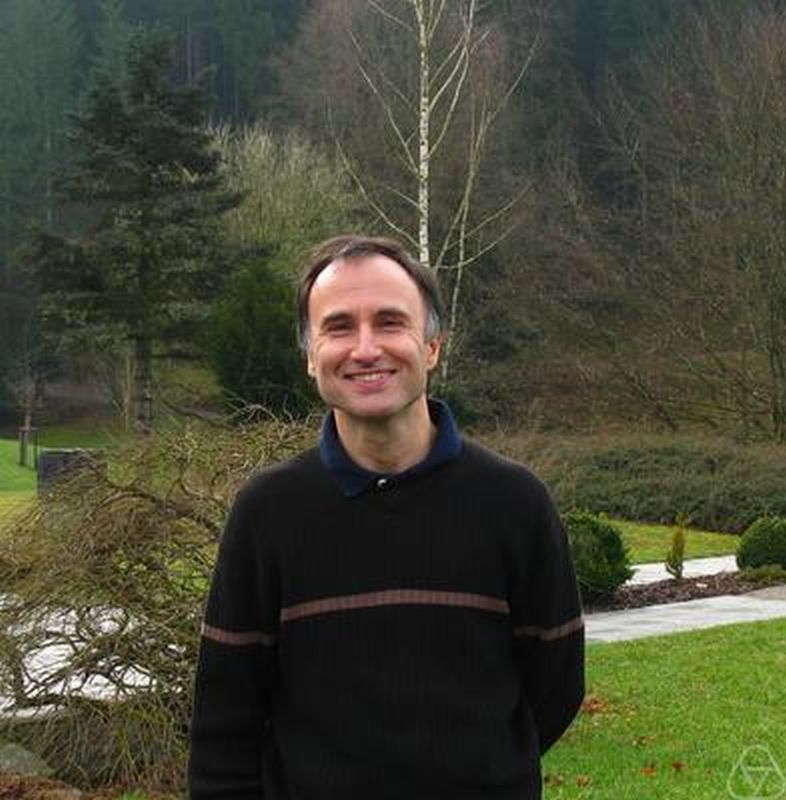
Claudio Landim 2012

Claudio Landim  (* 1965) ist ein brasilianischer Mathematiker, der sich mit Wahrscheinlichkeitstheorie und deren Anwendung in der statistischen Physik befasst.
Landim studierte ab 1982 an der Päpstlichen Universität in Rio de Janeiro und am IMPA, an dem er 1986 seinen Master-Abschluss erhielt. Er wurde 1990 an der Universität Paris VII bei Claude Kipnis promoviert (Comportement Hydrodynamique et Grandes Déviations de Processus à une infinité de Particules). Ab demselben Jahr arbeitete er für das CNRS. 1996 wurde er an der Universität Rouen habilitiert. 2002 wurde er Forschungsdirektor des CNRS. Ab 1994 war er auch mit dem IMPA assoziiert und war ab 2000 Forscher am IMPA. 2008 wurde er stellvertretender Direktor des IMPA.
Er befasste sich unter anderem mit stochastischen Prozessen (Fluktuationen von Markov-Prozessen) und dem hydrodynamischen Grenzwert und Skalierungsgrenzwert wechselwirkender Teilchensysteme. Er vollendete die von seinem vor der Fertigstellung verstorbenen Lehrer Kipnis begonnene Monographie über Skalierungsgrenzwerte wechselwirkender Teilchensysteme, die als Standardwerk gilt.
1997 erhielt er die Bronzemedaille des CNRS und 2006 den Mathematikpreis der Third World Academy of Sciences, deren Fellow er ist. 2000 wurde er Mitglied der Brasilianischen Akademie der Wissenschaften. 2004 war er Guggenheim Fellow. 2010 wurde er Kommandeur des Nationalen Ordens für Wissenschaftliche Verdienste von Brasilien.
1999 bis 2006 war er Associate Editor von Stochastic Processes and their Applications, 2005 bis 2012 und 2013 bis 2015 von ALEA und 2002 bis 2002 und 2013 bis 2015 des Journal of Statistical Physics.

## Schriften (Auswahl)
- Hydrodynamical Equation for Attractive Particle Systems on {\displaystyle \mathbb {Z} ^{d}}, Annals of Probability, Band 19, 1991, S. 1537–1558
- mit H. T. Yau: Convergence to equilibrium of conservative particle systems on {\displaystyle \mathbb {Z} ^{d}}, Annals of Probability, Band 31, 2003, S. 115–147
- mit Tomasz Komorowski, Stefano Olla:  Fluctuations in Markov Processes, Time Symmetry and Martingale Approximation, Grundlehren der mathematischen Wissenschaften 345, Springer 2012
- Hydrodynamic Limits of Interacting Particle Systems, in: ICTP Lecture Notes 17, School and Conference on Probability Theory, Triest 2004, S. 57–100
- Central Limit Theorem for Markov Processes, in: Pierre Picco, Jaime San Martin (Hrsg.), From Classical to Modern Probability CIMPA Summer School 2001, Progress in Probability 54, Birkäuser 2003, S. 147–207
- mit Claude Kipnis: Scaling Limits of Interacting Particle Systems, Grundlehren der Mathematischen Wissenschaften 320, Springer 1999